# Кент (парафія, Нью-Брансвік)
Кент (англ. Kent) — парафія в Канаді, у провінції Нью-Брансвік, у складі графства Карлтон.

## Населення
За даними перепису 2016 року, парафія нараховувала 2153 особи, показавши скорочення на 4,0%, порівняно з 2011-м роком. Середня густина населення становила 2,6 осіб/км².
З офіційних мов обидвома одночасно володіли 115 жителів, тільки англійською — 2 035. Усього 20 осіб вважали рідною мовою не одну з офіційних.
Працездатне населення становило 59,6% усього населення, рівень безробіття — 11,2% (9,7% серед чоловіків та 12,7% серед жінок). 85,6% осіб були найманими працівниками, а 12,6% — самозайнятими.
Середній дохід на особу становив $33 264 (медіана $26 795), при цьому для чоловіків — $36 866, а для жінок $29 718 (медіани — $31 936 та $22 784 відповідно).
32,1% мешканців мали закінчену шкільну освіту, не мали закінченої шкільної освіти — 25,5%, 42,1% мали післяшкільну освіту, з яких 24,3% мали диплом бакалавра, або вищий.
| Статево-вікова структура населення | Статево-вікова структура населення | Статево-вікова структура населення | Статево-вікова структура населення | Статево-вікова структура населення |
| ---------------------------------- | ---------------------------------- | ---------------------------------- | ---------------------------------- | ---------------------------------- |
|                                    |                                    |                                    |                                    |                                    |
| Всього                             | Всього                             | 50,2%49,8%                         |                                    |                                    |
| 0 — 14 років                       | 0 — 14 років                       |                                    | 15,3%                              | 15,3%                              |
| 15 — 64 років                      | 15 — 64 років                      |                                    | 66%                                | 66%                                |
| 65 і більше                        | 65 і більше                        |                                    | 18,6%                              | 18,6%                              |
| 85 і більше                        | 85 і більше                        |                                    | 1,6%                               | 1,6%                               |
| Середній вік (років)               | Середній вік (років)               | 42,943,7                           | 43,3                               | 43,3                               |
| Медіана (років)                    | Медіана (років)                    | 46,446,5                           | 46,4                               | 46,4                               |
| — чоловіки — жінки                 |                                    |                                    |                                    |                                    |

| Походження мешканців:     | Походження мешканців:     | Походження мешканців: | Походження мешканців: | Походження мешканців: |
| ------------------------- | ------------------------- | --------------------- | --------------------- | --------------------- |
| Походження                |                           |                       | осіб                  | %                     |
| Корінні американці        | Корінні американці        |                       | 95                    | 4.42%                 |
| Інше північноамериканське | Інше північноамериканське |                       | 1 365                 | 63.49%                |
| Європейське               | Європейське               |                       | 1 335                 | 62.09%                |
| британське                | британське                |                       | 1 240                 | 57.67%                |
| французьке                | французьке                |                       | 225                   | 10.47%                |
| Карибське                 | Карибське                 |                       | 30                    | 1.4%                  |
| Африканське               | Африканське               |                       | 10                    | 0.47%                 |
| Азійське                  | Азійське                  |                       | 10                    | 0.47%                 |

| Зайнятість населення за галузями (за класифікацією NOC): | Зайнятість населення за галузями (за класифікацією NOC): | Зайнятість населення за галузями (за класифікацією NOC): | Зайнятість населення за галузями (за класифікацією NOC): | Зайнятість населення за галузями (за класифікацією NOC): |
| -------------------------------------------------------- | -------------------------------------------------------- | -------------------------------------------------------- | -------------------------------------------------------- | -------------------------------------------------------- |
|                                                          |                                                          |                                                          |                                                          |                                                          |
| Управління                                               | Управління                                               |                                                          | 10,9%                                                    | 10,9%                                                    |
| Бізнес, фінанси та адміністрування                       | Бізнес, фінанси та адміністрування                       |                                                          | 12,8%                                                    | 12,8%                                                    |
| Природничі та прикладні науки                            | Природничі та прикладні науки                            |                                                          | 2,8%                                                     | 2,8%                                                     |
| Охорона здоров'я                                         | Охорона здоров'я                                         |                                                          | 5,7%                                                     | 5,7%                                                     |
| Освіта, правозахист, муніципальні та урядові служби      | Освіта, правозахист, муніципальні та урядові служби      |                                                          | 8,5%                                                     | 8,5%                                                     |
| Роздрібна торгівля та послуги                            | Роздрібна торгівля та послуги                            |                                                          | 14,2%                                                    | 14,2%                                                    |
| Гуртова торгівля, транспорт та обладнання                | Гуртова торгівля, транспорт та обладнання                |                                                          | 23,2%                                                    | 23,2%                                                    |
| Природні ресурси, сільське господарство                  | Природні ресурси, сільське господарство                  |                                                          | 10,9%                                                    | 10,9%                                                    |
| Виробництво                                              | Виробництво                                              |                                                          | 10,9%                                                    | 10,9%                                                    |

## Клімат
Середня річна температура становить 3,1°C, середня максимальна – 21,4°C, а середня мінімальна – -19,4°C. Середня річна кількість опадів – 1 151 мм.
| Клімат поселення                              | Клімат поселення | Клімат поселення | Клімат поселення | Клімат поселення | Клімат поселення | Клімат поселення | Клімат поселення | Клімат поселення | Клімат поселення | Клімат поселення | Клімат поселення | Клімат поселення | Клімат поселення |
| Показник                                      | Січ.             | Лют.             | Бер.             | Квіт.            | Трав.            | Черв.            | Лип.             | Серп.            | Вер.             | Жовт.            | Лист.            | Груд.            |                  |
| Середній максимум, °C                         | −6,4             | −5,13            | 0,90             | 7,84             | 15,45            | 20,59            | 21,36            | 21,06            | 15,58            | 9,86             | 3,77             | −4,28            |                  |
| Середня температура, °C                       | −12,88           | −11,61           | −5,59            | 1,35             | 8,96             | 14,10            | 17,32            | 17,02            | 11,55            | 5,82             | −0,24            | −8,3             |                  |
| Середній мінімум, °C                          | −19,37           | −18,09           | −12,08           | −5,14            | 2,48             | 7,60             | 13,30            | 13,00            | 7,52             | 1,80             | −4,28            | −12,34           |                  |
| Норма опадів, мм                              | 104              | 71               | 86               | 84               | 93               | 93               | 111              | 104              | 106              | 92               | 107              | 100              |                  |
| Середньомісячна швидкість вітру, м/с          | 3.90             | 4.00             | 4.25             | 4.10             | 3.86             | 3.40             | 3.10             | 3.00             | 3.30             | 3.67             | 3.84             | 3.85             |                  |
| Середньомісячна сонячна радіація, кДж/м²·день | 5057             | 8259             | 12131            | 15574            | 18339            | 20195            | 19578            | 17383            | 12795            | 7990             | 4709             | 3939             |                  |
| --------------------------------------------- | ---------------- | ---------------- | ---------------- | ---------------- | ---------------- | ---------------- | ---------------- | ---------------- | ---------------- | ---------------- | ---------------- | ---------------- | ---------------- |
| Джерело:                                      |                  |                  |                  |                  |                  |                  |                  |                  |                  |                  |                  |                  |                  |